# Saigō Takamori

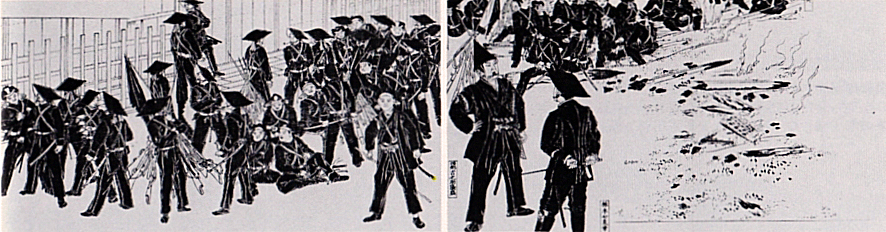
Saigō Takamori (con il copricapo più alto) ispeziona le truppe di Chōshū durante la Battaglia di Toba-Fushimi

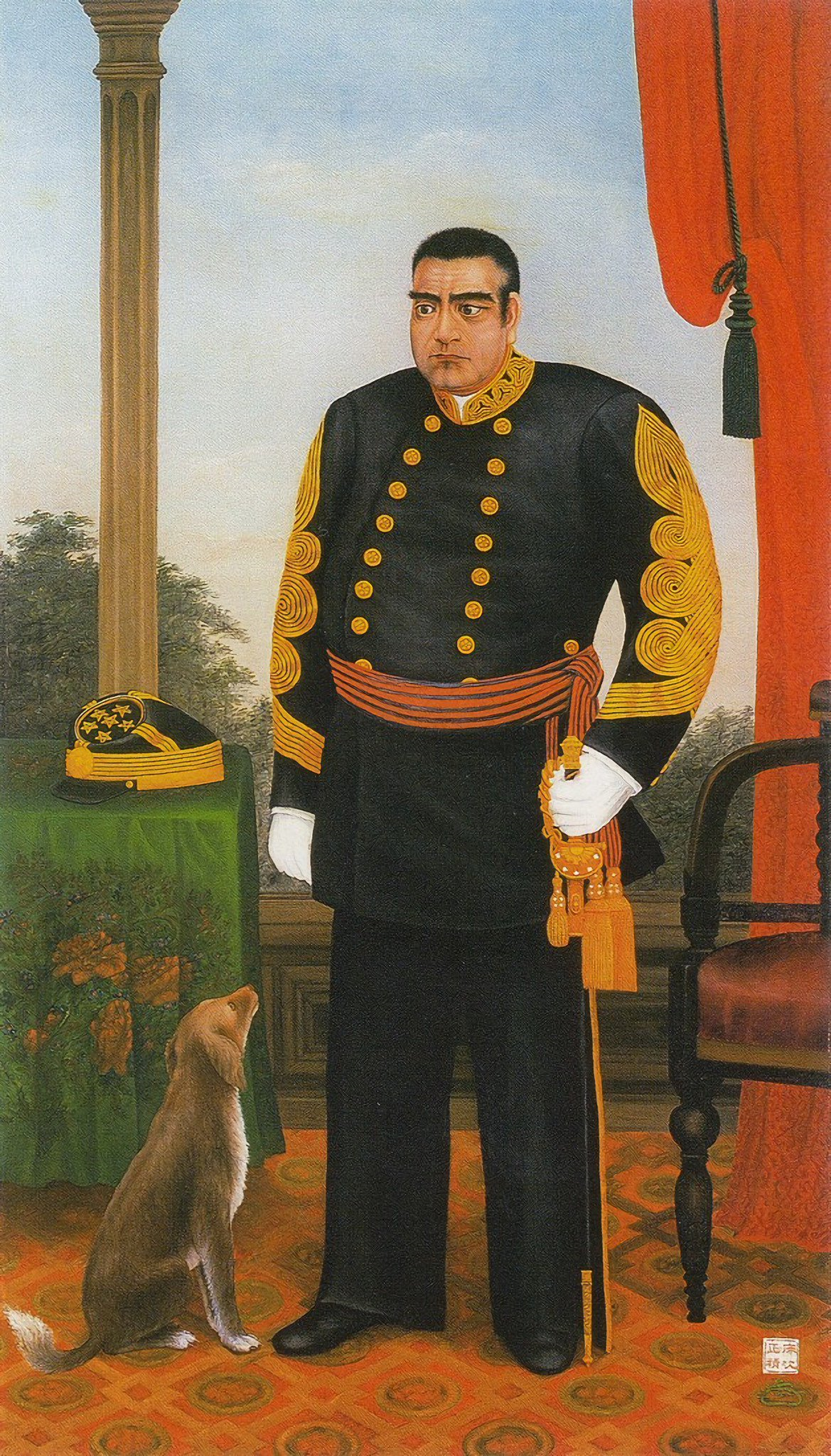
Saigō Takamori in uniforme

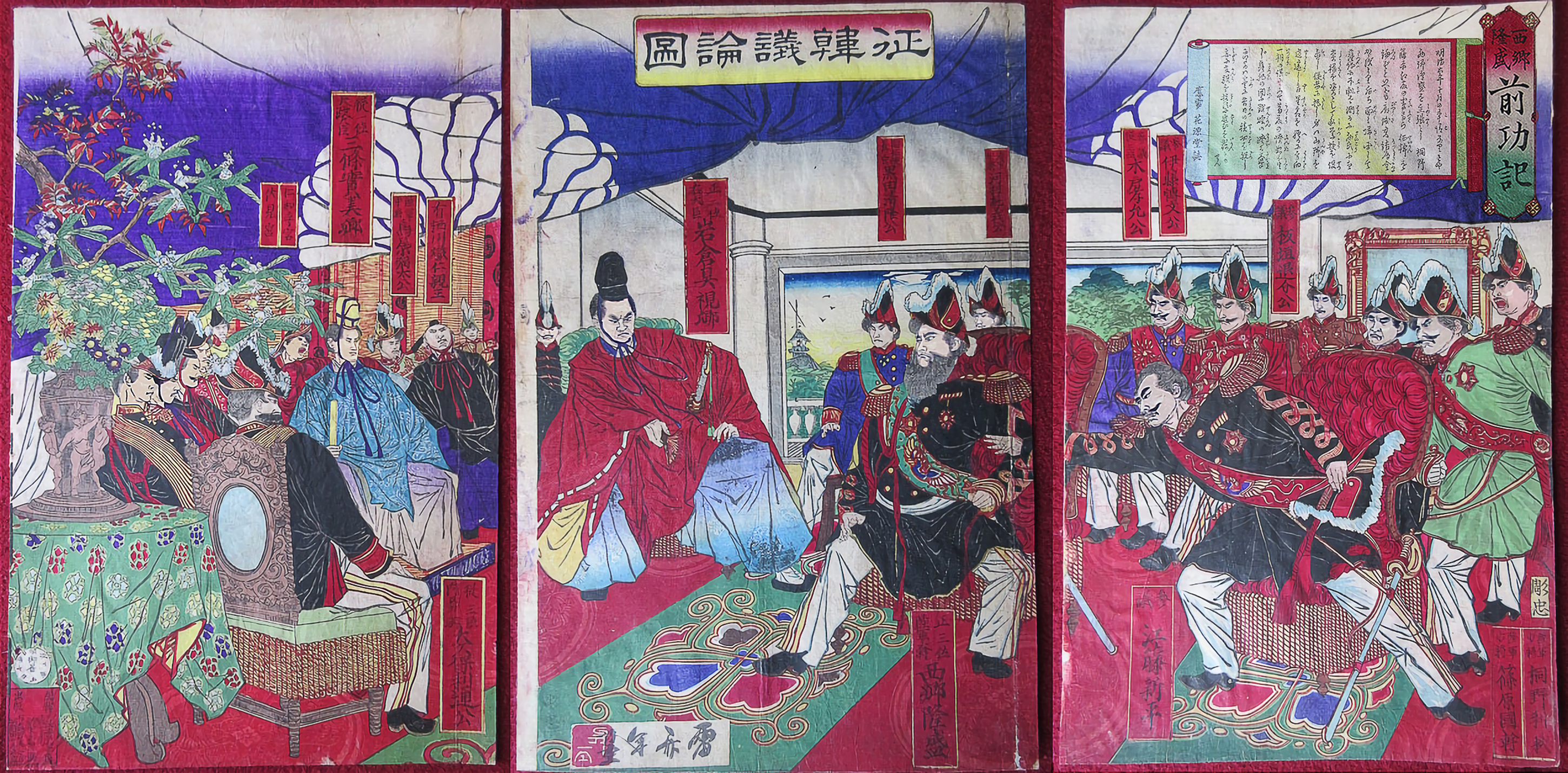
Il dibattito Seikanron in un dipinto del 1877. Saigō siede al centro.

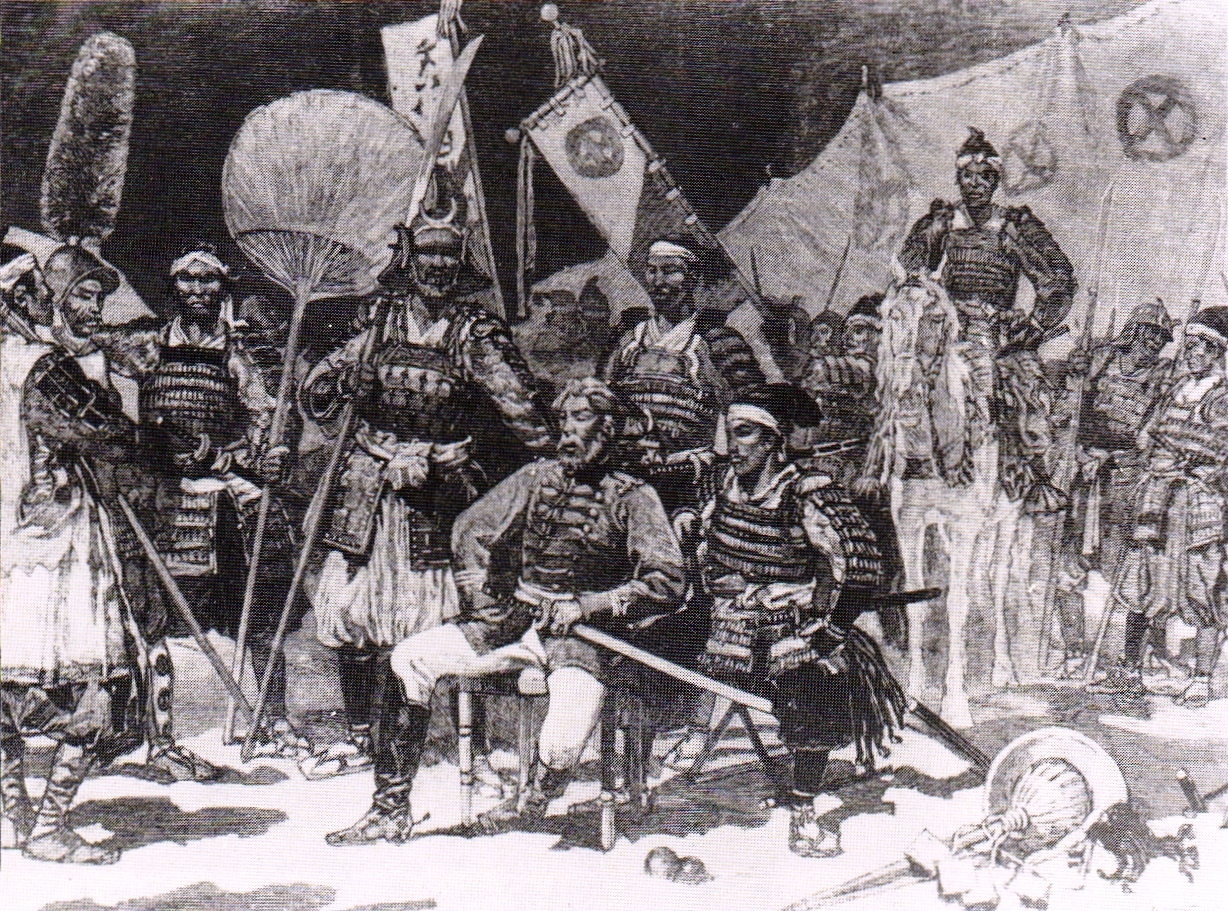
Saigō Takamori (seduto, in uniforme occidentale), circondato dai suoi ufficiali. Da un articolo su Le Monde Illustré, 1877.

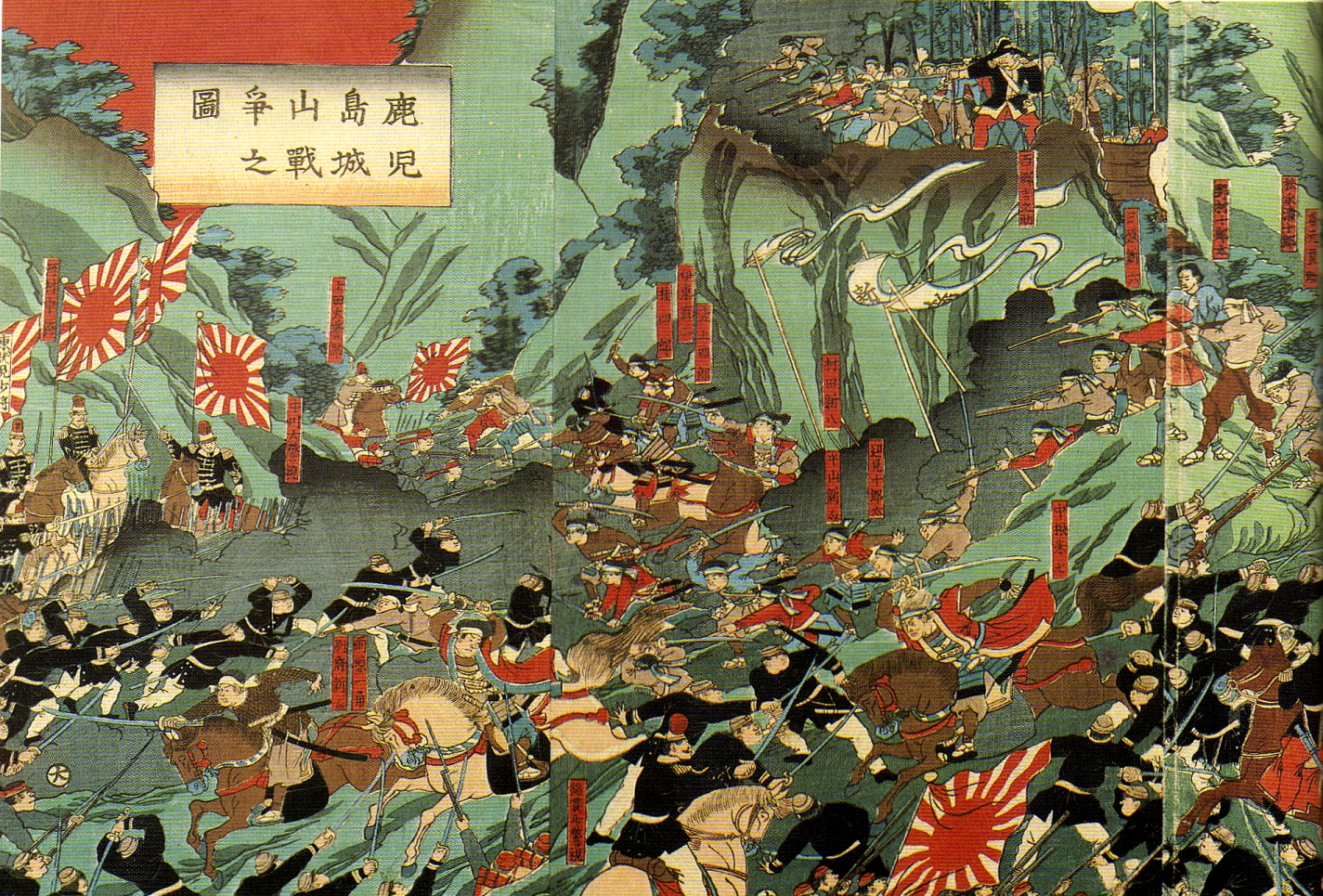
Saigō Takamori (in alto a destra) alla guida dei suoi uomini durante la battaglia di Shiroyama

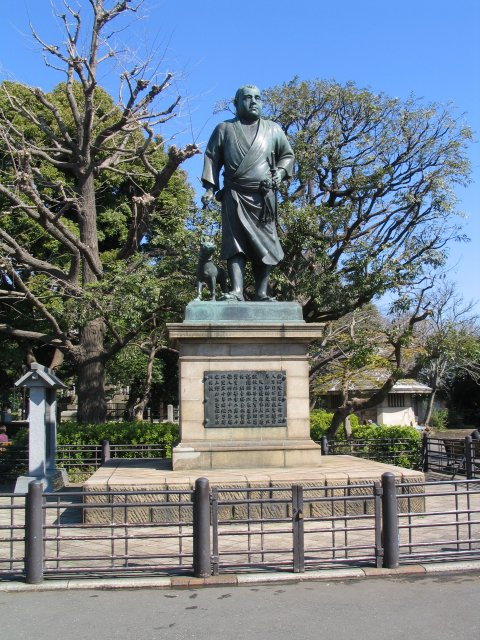
Statua di Saigō Takamori nel parco di Ueno, Tokyo

Saigō Takamori (西郷 隆盛?; Kagoshima, 23 gennaio 1828 – Shiroyama, 24 settembre 1877) è stato un militare giapponese, samurai del feudo di Satsuma. Ricordato come uno dei più celebri, ma soprattutto come l'ultimo, samurai del Giappone, operò prima a favore e poi contro la Restaurazione Meiji. Morì nella battaglia di Shiroyama, probabilmente suicida.

## Biografia

### Primi anni
Saigō nacque a Kagoshima, nel dominio di Satsuma (odierna prefettura di Kagoshima), nella regione del Kyūshū, il 23 gennaio del 1828 (secondo l'allora vigente calendario giapponese, il 4º giorno dell'undicesimo mese, del decimo anno dell'era Bunsei) in una famiglia di samurai, fratello di Saigō Tsugumichi. Nel 1854 gli venne conferito l'incarico di assistere il daimyō di Satsuma, Shimazu Nariakira, in una spedizione a Edo volta alla riconciliazione con lo shogunato dei Tokugawa e la corte imperiale. La sua attività nella capitale del bakufu venne però interrotta bruscamente dalla purga Ansei, voluta dal tairō (reggente) dello shogunato Ii Naosuke contro le attività e le forze antishogunali, e dall'improvvisa morte di Shimazu Nariakira.
Saigō riparò dunque a Kagoshima, ma venne comunque arrestato e confinato nell'isola di Amami Ōshima, nell'arcipelago delle Ryūkyū. Fu temporaneamente richiamato a Satsuma nel 1861 dal nuovo Daimyo della provincia, Shimazu Hisamitsu, solo per essere bandito una seconda volta. Hisamitsu gli concesse finalmente la grazia tre anni più tardi e lo inviò a Kyōto per curare gli interessi provinciali presso la corte imperiale.

### Il ruolo durante il Rinnovamento Meiji
Una volta assunto il comando delle truppe di Satsuma a Kyōto, Saigō si apprestò a stringere alleanze con i samurai del  dominio di Aizu ai danni delle forze rivali del dominio di Chōshū, grazie a cui riuscì ad impedire che le truppe di quest'ultimo prendessero il controllo del palazzo imperiale nell'incidente della porta di Hamaguri.
Nell'agosto del 1864, Saigō fu scelto con altri comandanti per guidare in risposta all'incidente una spedizione punitiva contro i Chōshū, sebbene egli portasse segretamente avanti un negoziato di alleanza con Kido Koin e i vertici delle forze di Chōshū, che più tardi risultò nella creazione dell'alleanza Satchō. Quando il bakufu ordinò una seconda spedizione punitiva nei confronti di Chōshū, Satsuma rimase pertanto neutrale.
Nel novembre del 1867, lo shōgun Tokugawa Yoshinobu rinunciò alla carica, rimettendo il potere nelle mani dell'imperatore e gettando così le basi del Rinnovamento Meiji. Nonostante ciò, Saigō si oppose fermamente a qualunque soluzione d'indulgenza nei confronti della dinastia shogunale, insistendo sulla necessità di privare i Tokugawa delle loro terre e del loro status privilegiato. La sua intransigenza su questi temi fu una delle maggiori cause dell'imminente guerra Boshin, durante la quale Saigō guidò alla vittoria le truppe imperiali prima nella battaglia di Toba-Fushimi e finalmente, nel maggio 1868, a Edo dove accettò la resa incondizionata di Katsu Kaishu, a capo delle forze dello shogun.

### Burocrate Meiji
Durante il Rinnovamento e la creazione di un nuovo centro di potere operati dagli oligarchi Meiji, tra cui spiccò Ōkubo Toshimichi, Saigō ricoprì un ruolo chiave e la sua cooperazione fu cruciale nell'abolizione del sistema feudale giapponese e la creazione di un esercito regolare di coscritti. Nel 1871 gli fu affidata la dirigenza del governo durante l'assenza degli oligarchi, impegnati in una vasta campagna diplomatica all'estero, nota poi come la missione Iwakura, volta alla radicale rinegoziazione dei trattati ineguali imposti al Giappone dagli Occidentali ed al conseguente riconoscimento del Paese quale pari delle Grandi Potenze estere.
Inizialmente, Saigō si oppose alla modernizzazione forzata del Giappone e all'apertura al commercio con l'Occidente. È degno di nota un episodio in cui tentò di impedire il finanziamento per la costruzione di una moderna rete ferroviaria, sostenendo che i fondi sarebbero stati meglio impiegati nel miglioramento dell'esercito. Egli inoltre propugnò alcune campagne militari espansionistiche (assai care alla classe dei samurai), in particolare quella di Corea, dichiarandole espressamente al dibattito Seikanron del 1873, in risposta al secco rifiuto della Corea di riconoscere l'autorità dell'imperatore Meiji come capo di Stato dell'Impero giapponese, e alla umiliante accoglienza riservata alle ambascerie nipponiche in quel paese volte alla conclusione di accordi diplomatici e commerciali.
Le sue ferme intenzioni lo portarono a proporre addirittura l'organizzazione di una sua visita ufficiale in Corea, in cui avrebbe volontariamente provocato un attentato ai suoi danni al fine così d'avere un legittimo casus belli; ad ogni modo, dopo il ritorno della missione Iwakura nel 1873 (che registrò, di fatto, il sostanziale fallimento dei suoi propositi), tutti i dirigenti governativi si opposero fermamente a questo piano suicida, ritenendo che lo scoppio d'una guerra di tale portata non avrebbe fatto altro che compromettere i già impari rapporti con le Potenze occidentali, oltreché danneggiare lo sviluppo economico del Paese. Messo dunque in minoranza, Saigō si dimise da tutte le cariche di governo in segno di protesta e fece ritorno a Kagoshima nelle proprie terre.

### La ribellione di Satsuma
Poco tempo dopo il proprio ritorno a Kagoshima, Saigō vi incoraggiò la fondazione di un'accademia militare tradizionale privata per l'addestramento di "veri samurai" e concesse l'ingresso anche ai guerrieri che avevano abbandonato le loro cariche a Edo per seguirlo. Questi ultimi, delusi dal governo centrale, iniziarono ad influenzare la politica della provincia tanto da provocare nel governo nazionale il timore di una rivolta, per prevenire la quale fu inviata una spedizione navale a Kagoshima allo scopo di sequestrare gli armamenti dall'arsenale della città; questa decisione presa in uno scenario già teso (anche a causa della conversione in titoli di stato dei salari dei samurai nel 1877), anziché evitarli, fu fonte di successivi conflitti. Sebbene costernato dell'insorgere di questo violento movimento rivoltoso alla fine, nel 1877, Saigō si persuase ad assumersene il comando in quella che passò alla storia come la ribellione di Satsuma.
Lo scontro derivatovi venne vinto nel giro di pochi mesi dall'esercito regolare giapponese, che contava una forza di circa 300.000 coscritti guidati da ufficiali di rango samurai, tutti sotto il comando di Kawamura Sumiyoshi, contro l'effettivo dei ribelli che ammontava a non più di 40.000 uomini, poi decimati a soli 400 nella decisiva e famosa battaglia di Shiroyama. Entrambe le forze in campo s'affidarono alle moderne armi e tecniche belliche occidentali, con i soldati imperiali che avevano in dotazione obici e palloni di avvistamento, e le stesse cronache dell'epoca riportano come Saigō sfoggiasse un'uniforme da generale all'occidentale. Sul finire degli scontri gli insorti, esaurite le munizioni delle armi da fuoco, dovettero ripiegare su tattiche difensive e riprendere in mano le katane e gli archi.
Ferito gravemente durante la battaglia e preferendo la morte alla cattura, Saigō chiese ad un compagno di essere decapitato per preservare il suo onore da guerriero. Le rappresentazioni artistiche ispirate ad alcune leggende mostrano che Saigō si suicidò secondo il rito del seppuku, ma le testimonianze dei suoi sottoposti sono in realtà discordi; taluni riportano che egli riuscì a darsi la morte con il seppuku dopo essere stato gravemente ferito, altri che egli pregò che un suo uomo lo aiutasse a morire. Altri ancora, in realtà, sostennero che Saigō cadde in stato di shock a causa delle gravi ferite riportate e che, avendo persino perso la capacità di parlare, furono i suoi soldati che, interpretando ciò che lo stesso Saigō avrebbe voluto in simili circostanze, gli diedero il colpo di grazia. Il dato certo è che la morte di Saigō pose fine alla ribellione di Satsuma.
Non è tuttora chiaro cosa accadde alla sua testa subito dopo la decapitazione. Alcune leggende affermano che un attendente del comandante la nascose e che fu poi ritrovata da un soldato imperiale. Ad ogni modo, la testa fu effettivamente ritrovata dalle forze governative e restituita al corpo di Saigō, che fu ricomposto accanto ai suoi diretti sottoposti Kirino e Murata. All'evento poté assistere un ufficiale militare statunitense, John Capen Hubbard, la cui testimonianza è però poco nota in Giappone.

### Dopo la morte
In seguito alla sua spettacolare scomparsa nacquero in Giappone molte leggende sul suo conto, secondo alcune delle quali egli non sarebbe affatto morto. Alcune leggende prevedevano il suo ritorno dall'India, o dalla Cina dei Qing, per il rovesciamento delle ingiustizie. Secondo alcune testimonianze la sua immagine apparve in una cometa verso la fine del XIX secolo, un presagio di sventura per i suoi nemici.
Saigō aveva infatti goduto di grande popolarità tra i giapponesi, sia perché incarnava i valori originari dei samurai sia a causa della sua fiera opposizione all'occidentalizzazione forzata del Paese. Dopo la sua morte il suo ampio seguito di sostenitori continuò a ricordarlo affettuosamente, tanto che gli oligarchi del periodo Meiji ne riabilitarono pubblicamente la figura e le gesta il 22 febbraio del 1889. Nel dicembre del 1898 gli fu dedicata la celebre statua bronzea, ad opera di Takamura Koun, collocata nel Parco di Ueno a Tokyo.

## Nella cultura di massa
- Alla carismatica figura di Saigō e alla sua ultima battaglia (quella di Shiroyama) è ispirato il film L'ultimo samurai del 2003, sebbene il protagonista, interpretato da Ken Watanabe, si chiami Katsumoto.
- Saigō appare anche, in versione animata, durante la scena finale del film d'animazione giapponese del 1985 La spada dei Kamui di Rintarō.
- Saigō è anche il personaggio principale della campagna storica del videogioco Total War: Shogun 2 Il tramonto del Samurai.
- Saigō viene citato anche nell'ottavo album (The Last Stand, pubblicato il 19 agosto del 2016) della band power metal Sabaton, nella canzone Shiroyama
- Nel settimo episodio della seconda stagione dell'anime Chūnibyō demo koi ga shitai!, i protagonisti sono in visita proprio a Kagoshima, citta natale di Saigō, e vediamo infatti vari cenni alle sue statue lì dislocate.